# Undercurrent (Sarah Jarosz)
Undercurrent è il quarto album in studio della cantautrice statunitense Sarah Jarosz. L'album è stato pubblicato nel 2016 dalla Sugar Hill Records. L'album e una canzone sono stati nominati per tre Grammy Awards, vincendone due.
Thom Jurek di AllMusic scrive che "Jarosz attraversa le sue storie musicali e personali con vulnerabilità e disponibilità. Esce dall'altra parte con canzoni che possiedono esperienza narrativa, invenzione melodica e un rinfrescante senso di sicurezza di sé". Jim Fusilli del Wall Street Journal ritiene che le sue "canzoni popolari dal sapore country" siano "dirette, disadorne e assolutamente belle".
Nel 2016 l'album ha vinto il Grammy per il miglior album folk ed è stato nominato per il miglior album ingegnerizzato, non classico. La canzone House of Mercy ha ricevuto il Grammy per la migliore performance di American Roots alla 59ª edizione dei Grammy Awards.

## Tracce
1. Early Morning Light – 2:36 (Sarah Jarosz)
2. Green Lights – 3:35 (Jarosz, Luke Reynolds)
3. House of Mercy – 4:38 (Jedd Hughes, Jarosz)
4. Everything to Hide – 3:24 (Jarosz)
5. Back of My Mind – 3:38 (Jarosz, Joey Ryan)
6. Comin' Undone (featuring Parker Millsap) – 3:01 (Jarosz, Parker Millsap)
7. Take Another Turn – 2:34 (Jarosz)
8. Lost Dog – 3:39 (Sarah Buxton, Hughes, Jarosz)
9. Take Me Back – 2:34 (Jarosz, Ryan)
10. Still Life – 2:54 (Jarosz, Aoife O'Donovan)
11. Jacqueline – 3:50 (Jarosz)